# Njord (album)
Njord è il terzo album in studio del gruppo musicale symphonic metal tedesco-norvegese Leaves' Eyes, pubblicato nel 2009.

## Tracce
Testi di Liv Kristine Espenæs Krull, musiche di Alexander Krull, Mathias Röderer, Thorsten Bauer, tranne dove indicato.
1. Njord – 6:14
2. My Destiny – 4:13
3. Emerald Island – 5:24
4. Take the Devil in Me – 3:51
5. Scarborough Fair – 4:04 (tradizionale)
6. Through Our Veins – 3:40
7. Irish Rain – 4:01
8. Northbound – 4:23
9. Ragnarok – 5:11
10. Morgenland – 2:54
11. The Holy Bond – 3:41
12. Frøya's Theme – 8:20

## Formazione
Gruppo
- Liv Kristine Espenæs Krull - voce
- Alexander Krull - voce, tastiere
- Thorsten Bauer - chitarre, basso
- Mathias Röderer - chitarre
- Alla Fedynitch - basso (accreditata)
- Seven Antonopoulos - batteria